# Осада Синопа (72—70 до н. э.)
Оса́да Сино́па (72—70 до н. э.) — осада римскими войсками понтийской столицы Синопа (или Синопы) в ходе Третьей Митридатовой войны.
В начале третьей Митридатовой войны понтийцы потерпели поражение и были вынуждены отступить обратно в Понт. Армия Митридата VI потерпела ещё одно поражение при Кабире, а сам Митридат нашёл убежище у своего зятя армянского царя Тиграна. Между тем римские войска под командованием Лукулла занялись осадой многочисленных понтийских городов и крепостей, которая продолжалась с 71 по 70 гг. до н. э. Синопа оборонялась около двух лет и была взята Лукуллом летом 70 года до н. э.

## Предыстория

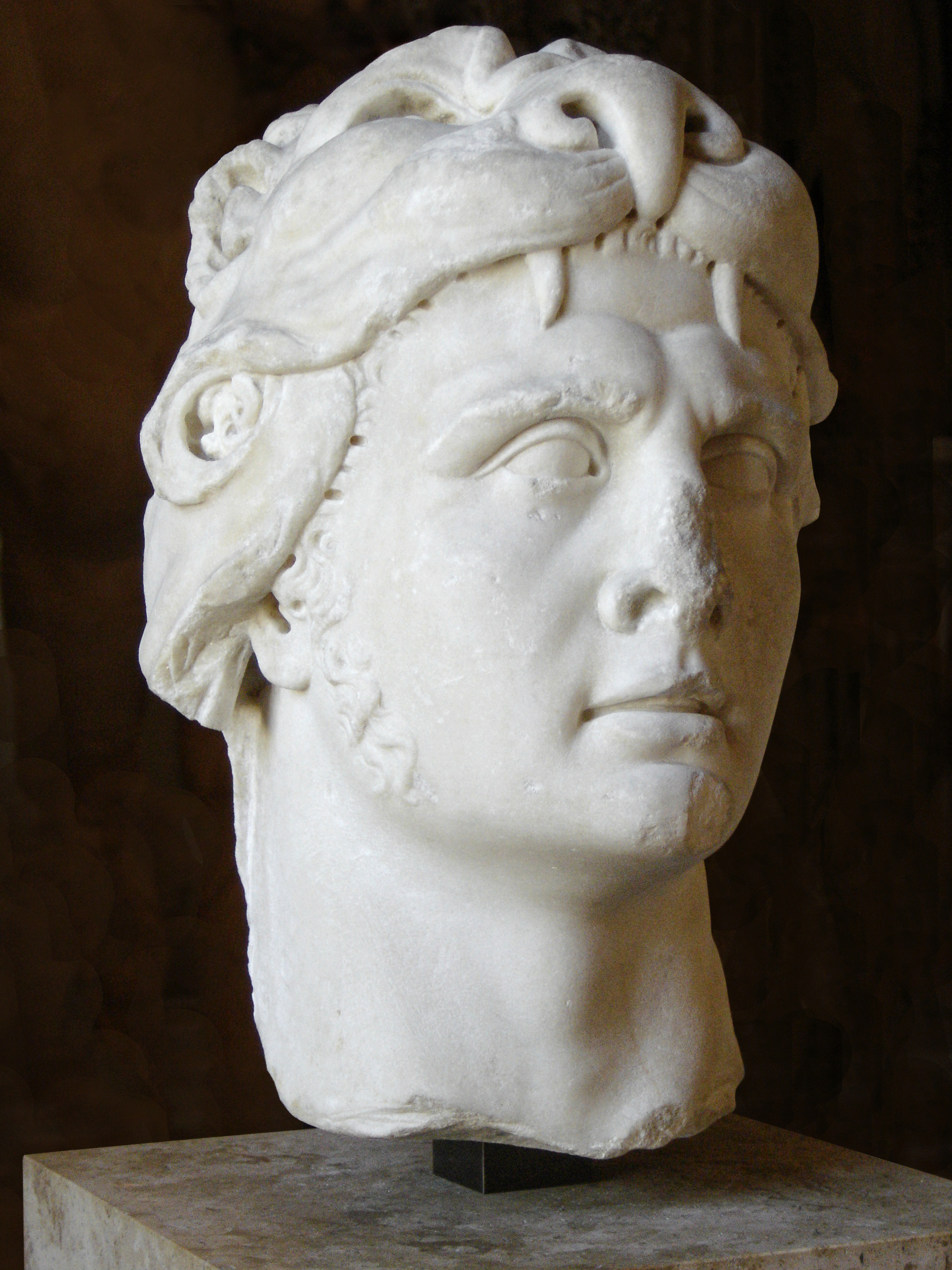
Царь Понта Митридат VI Евпатор

Город Синопа (или Синоп) был основан греческими колонистами. Благодаря удобному положению и двум гаваням Синоп вскоре стал богатым торговым городом, область которого простиралась до Галиса. В 183 году до н. э. понтийский царь Фарнак I захватил Синопу, которую сделал своей столицей.
К 72 году до н. э. Митридат потерял почти всю армию, с которой начал очередную войну с Римом. После этого ночью он бежал на кораблях в Парос, направив войско в Лампсак; в пути его армия сильно поредела из-за перехода через разлившуюся реку Эсеп и нападений отрядов римлян.
Войска римлян быстро овладели Вифинией, а флот, разгромив понтийцев в Эгейском море, смог выйти в Понт Эвксинский. Митридат расположил гарнизоны в сопредельных городах, после чего отошёл к городу Кабира во внутренних районах Понта. Оттуда он разослал послов к Тиграну, своему сыну Махару и скифам, одновременно стягивая войска и вербуя местное население.
Лукулл продолжал наступление, вторгнувшись в Понт. Он не надеялся на быстрый захват Гераклеи и Синопы, поэтому с большей частью армией направился в Каппадокию. В понтийских городах и крепостях были поставлены гарнизоны, задачей которой было удержаться до прибытия Митридата.

## Силы сторон

### Понтийцы
Согласно Страбону, власти Синопы в лице начальника гарнизона Бакхида терроризировали горожан, которые подозревали в желании сдаться римлянам, и население не принимало активного участия в обороне города. По его словам, горожане были в двойной осаде — со стороны римлян, и со стороны Бакхида, которого Страбон называет тираном. Похожую характеристику положения в городе даёт и Мемнон, однако он называет трёх человек, руководивших городом во время осады, — Селевка, Клеохара и Леониппа. С ним согласен Орозий, который упомянул Селевка и Клеохара при описании падения Синопа. Также, согласно Плутарху, евнух Бакхид ещё до осады Синопа был направлен в Фарнакию и не мог принимать участие в обороне Синопа.
Судя по всему, Митридат поставил во главе города трёх равноправных стратегов. Гарнизоном командовал Селевк, который был киликийским пиратом. В 72 году до н. э. он доставил Митридата в Гераклею Понтийскую после неудачного отступления царского флота, во время которого из-за действий римлян и бури понтийцы потеряли много кораблей. Гарнизон города состоял из киликийцев, которых, судя по всему, было около 10 тысяч человек.
Клеохар, согласно Орозию, был евнухом. В связи с этим он вряд ли занимал военную должность, и был гражданским правителем. Скорее всего, Леонипп также был в гражданской администрации. Леониппа поддерживали демократические слои населения, а Клеохар опирался на торговые и олигархические круги. Верховную власть в городе всё ещё формально осуществляло народное собрание.

### Римляне
Точное количество римских солдат, осаждавших Синопу, неизвестно. К началу кампании 72 года до н. э. римская армия насчитывала 18 000 — 30 000 пехотинцев и 1 600 всадников. Общее командование осуществлял Луций Лициний Лукулл. В дальнейших действиях он разделил свою армию на несколько отрядов, которые были отправлены осаждать понтийские города и крепости, а сам он с основными силами двинулся против Митридата. После победы над Митридатом Лукулл с основными силами подступил к Синопе.

## Осада

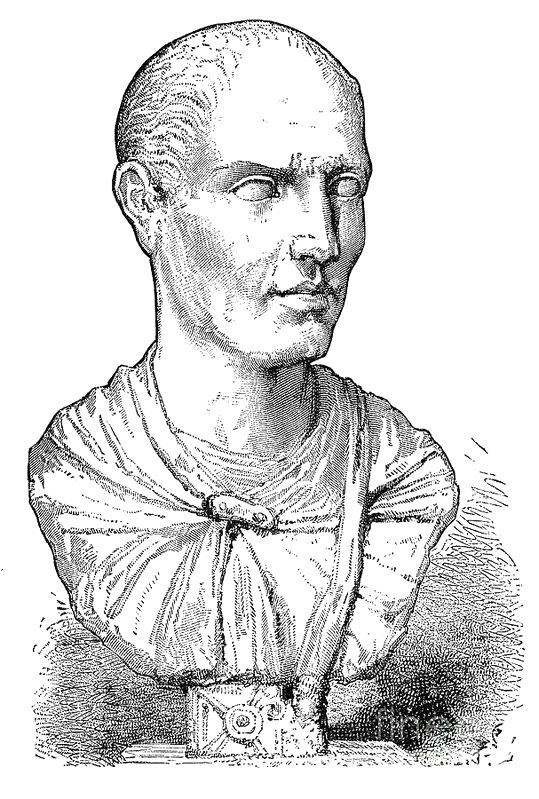
Луций Лициний Лукулл

Синопа была осаждена в 72 году до н. э. одним из отрядов армии Лукулла. О первом этапе осады мало что известно. Леонипп, потерявший надежду на успех, отправил послов к Лукуллу договориться о сдаче. Узнав о этом, Селевк и Клеохар созвали народное собрание и обвинили Леониппа в предательстве. Однако народ не согласился с обвинениями и поддержал действия Леониппа. Тогда Селевк и Клеохар организовали убийство Леониппа, после чего стали проводить политику террора по отношению к населению. Эти события, вероятно, произошли после поражения Митридата при Кабире, когда исчезла надежда на прибытие подкреплений на помощь городу. 
После убийства Леониппа синопскому флоту под командованием Селевка удалось одержать победу над небольшой римской эскадрой из 15 триер, которая везла продовольствие осаждающим город римским солдатам. В результате этого успеха Клеохар и его сторонники «стали править ещё более сурово». Римляне не могли блокировать город с моря, и осаждённые получали помощь из Боспора, где правил сын царя Махар.
К 70 году до н. э. положение Понтийского города ухудшилось. Римляне взяли город Амис, многие другие крепости также пали. В этих условиях Клеохар и Селевк разошлись во взглядах на продолжение военных действий. Клеохар был за продолжение обороны города, в то время, как Селевк хотел ограбить город и передать его римлянам за денежное вознаграждение. В конце концов они решили отправить награбленное у горожан имущество по морю в Колхиду, где находился Махар. 
Летом 70 года до н. э. к городу подступил сам Лукулл, а Махар предал своего отца, вступил в переговоры с римским полководцем и передал ему заготовленное для синопейцев продовольствие. Узнав об этом, Клеохар и Селевк ночью сбежали по морю с оставшимся имуществом в восточную часть Понта, разрешив воинам грабить город. Оставшиеся в Синопе корабли они подожгли. Вскоре римляне заметили пожар, и Лукулл повёл своих воинов на штурм. Римляне по лестницам взобрались на стены, оставшиеся без защитников, и начали резню. Позже Лукулл приказал прекратить резню. Согласно Плутарху, киликийский гарнизон был уничтожен, а горожанам Лукулл вернул их прежнее имущество и даровал городу свободу.

## Последствия
Падение Синопы было значительным событием в ходе Митридатовых войн. Оно положило конец господству понтийского флота на море. Для Митридата потеря Синопы означала утрату былого могущества, поскольку Синопа была важнейшей морской базой Понтийского царства. В 67 году до н. э. Митридату удалось вернуть большую часть Понта. При этом неизвестно, перешли ли приморские города, в том числе Синопа, снова на его сторону. Однако успехи Митридата были кратковременны, и в 65 году до н. э. Гней Помпей одержал победу над понтийцами, после которой их царь бежал. Весной 64 года до н. э., находясь в Амисе, Помпей занимался организацией завоёванных территорий. Город Синопа продолжал оставаться де-юре независимым полисом под римским протекторатом и вошёл в состав созданной Помпеем провинции Вифиния и Понт.